# Kálmán Erzsébet
Kálmán Erzsébet, férjezett Faber Viktorné (Pécs, 1916. július 2. – Budapest, 1965. január 19.) orvos, radiológus, az orvostudományok kandidátusa (1961). Péchy Blanka (1894–1988) színésznő unokahúga.

## Élete
Kálmán Jenő (1881–1957) ügyvéd és Greiner Gizella (1887–?) orvos gyermekeként született zsidó polgári családban.
Középiskolai tanulmányait 1926 és 1934 között a Pécsi Római Katolikus Szent Erzsébet Leánygimnáziumban végezte. A pécsi Erzsébet Tudományegyetemen 1940-ben szerezte meg általános orvosi oklevelét. 1940. július 1-jén felvették a Pécsi Orvosi Kamara tagjai közé. A következő év szeptemberében átjegyezték a Nagyváradi Orvosi Kamarához. Évekig nem kapott állást. 1944 és 1947 között a Román Állami Kórház és Poliklinika Gyermekrendelőjének gyakornoka lett. 1947–1948-ban a Pécsi Tudományegyetem Gyermekgyógyászati Klinikájának gyakornoka, segédorvosa, 1948–1949-ben a budapesti Állami Kórház Gyermekgyógyászati Osztályának segédorvosa, 1949 és 1952 között az Eötvös Loránd Rádium és Röntgen Intézet gyakornoka, segédorvosa, 1953 és 1956 között az Országos Onkológiai Intézet Sugárbiológiai Osztályának tudományos munkatársa volt. 1952-ben radiológus szakvizsgát tett. 1956 és 1964 között az Országos Frédéric Joliot-Curie Sugárbiológiai és Sugáregészségügyi Kutató Intézet tudományos főmunkatársa, tudományos osztályvezetője, 1964-től haláláig az Intézet igazgatóhelyettese volt. Halálát ciánmérgezés okozta.
A budapesti Farkasréti temetőben nyugszik.

### Családja
Férje Faber Viktor (1904–1969) orvos, honvédezredes, igazságügyi orvos.

## Művei
- Torok-anthrax esete. Faber Viktorral. (A Magyar Pathológusok Társasága Munkálatai. Budapest, 1938)
- Antihistaminhatás szerepe nagydózisú röntgen egésztest-besugárzásnál. Várterész Vilmossal. (Kísérletes Orvostudomány, 1955)
- Kutyák plazma- és vértérfogatának viselkedése LD50 feletti röntgen egésztest-besugárzás után. Fráter Istvánnal, Várterész Vilmossal és Wald Bélával. – Serológiai változások rosszindulatú daganatok besugárzása után. Wald Bélával. (Kísérletes Orvostudomány, 1956)
- Über die Rolle der Antihistaminwirkung bei Körperganzbestrahlungen mit hochdosierten Röntgenstrahlen. Várterész Vilmossal. (Strahlentherapie, 1957)
- Serologische Veränderungen nach Bestrahlung bösartiger Geschwülste. Wald Bélával. (Zeitschrift für Immunitätsforschung, 1957)
- Die Einwirkung ionisirender Strahlen auf die Antigeneigenschaften der Nukleoproteide tierischer Gewebe. (Zeitschrift für Immunitätsforschung, 1958)
- Az ionizáló sugarak hatása az állati szövetek nukleoproteidjeinek antigén tulajdonságaira. Kandidátusi értekezés. (Budapest, 1960)
- Haematológiai sugárhatások. – Az ionizáló sugárzások immunbiológiai hatásai. (Sugárbiológia. Egyetemi tankönyv. Budapest, 1963, németül: Strahlenbiologie. 1966)
- A fehérje-formaldehid reakció tanulmányozása polarográfiás úton. Cságoly Endrével. (Acta Pharmaceutica, 1963)
- Immunological Activity of Rubeonucleoproteins. 1. Factors Influencing the Antigen–Antibody Reactions. Antoni Ferenccel, Várterész Vilmossal. (Acta Microbiologica, 1963)
- A ribonukleoproteidek immunbiológiai aktivitása és sugárérzékenysége. Többekkel. (Az Országos Frédéric Joliot-Curie Sugárbiológiai és Sugáregészségügyi Kutató Intézet 10 éve. Szerk. Várterész Vilmos. Budapest, 1967)